# جورجیوس پاپاگیانیس
جورجیوس پاپاگیانیس (انگلیسی: Georgios Papagiannis؛ زادهٔ ۳ ژوئیهٔ ۱۹۹۷) بازیکن بسکتبال اهل یونان است.
وی در مسابقات کشوری و بین‌المللی در مجموع برندهٔ ۱ مدال طلا، ۱ مدال برنز شده‌است.